# Gotlandsstövare
Gotlandsstövare är en svensk hundras från Gotland. Liksom övriga stövare är den en drivande hund för jakt på hare och räv. Gotlandsstövare är erkänd som en egen ras av Svenska Kennelklubben (SKK) och Nordisk Kennel Union (NKU), men inte av Fédération Cynologique Internationale (FCI).

## Historia
Gotlandsstövarens ursprung är okänt, men redan under tidigt 1800-tal fanns hundar av stövartyp liknade gotlandsstövaren på Gotland. En teori är att den härstammar från gula stövare som importerades från Tyskland under 1700-talet, en annan teori är att den har ett mer östligt ursprung och härstammar från hundar av östeuropeisk typ.
År 1920 erkändes gotlandsstövaren som egen ras av  Svenska Kennelklubben (SKK) och en rasstandard fastslogs. 1929 beslutade SKK att minska antalet raser. Det bestämdes då att gotlandsstövaren skulle räknas som en gulbrun och långsvansad variant av smålandsstövare. 1934 beslutades att gotlandsstövaren skulle föras över till hamiltonstövarens stambok. Den gula färgen räknades då som otypisk men inte som ett uteslutande fel. Detta innebar att gotlandsstövare kunde registreras som hamiltonstövare, men utan att kunna få pris på hundutställningar. Därför försvann nästan alla gotlandsstövare, men jägare på Gotland ville ha kvar sin jakthund. Vid en inventering 1989 kunde man finna ett tjugotal oregistrerade gotlandsstövare på ön.
1988 bildades rasklubben och 1990 blev gotlandsstövaren interimiskt godkänd som egen ras för en period på tio år, en prövoperiod som förlängdes till 2004. Sedan 1991, med undantag för ett kort uppehåll mellan 2007 och 2009, stambokförs gotlandströvare i SKK som en egen ras.
Gotlandsstövaren är en ovanlig ras och eftersom antalet hundar är lågt och antalet valpkullar som föds per år är få betraktas den som en hotad hundras.

## Egenskaper
För att kunna bli utställningschampion måste en gotlandsstövare ha meriter från jaktprov för drivande hund.

## Utseende
På grund av rasens skiftande historia och eftersom den inte avlats på exteriör utan efter funktion har den ett ganska skiftande utseende. Den skall ha en ädel och rektangulär kroppsbyggnad. Den skall vara torr och lätt men ändå ge ett kraftfullt intryck. Färgen är från gult till gulrött med symmetriska vita tecken på ben, tassar, nos och bringa.